# Minorité grecque d'Albanie
La minorité grecque d’Albanie est un groupe ethnique surtout présent dans le sud du pays, dans la région de l’Épire du Nord. De religion orthodoxe, cette communauté est majoritairement bilingue. De fait, si une minorité de ces « Grecs » a la dhimotiki comme langue maternelle, la plupart d’entre eux parlent un dialecte de l’albanais, le tosque. Pourtant, le grec moderne tient une place importante dans la vie de cette population, qui l’utilise en partie dans sa vie culturelle, religieuse et économique.
Dans sa constitution, la République albanaise reconnaît l’existence de la communauté grecque. Elle limite cependant cette reconnaissance à une partie de l’Épire du Nord : certaines parties des districts de Gjirokastre (Argyrokastro) et de Sarandë (Aghioi Saranta) ainsi que trois villages autour d’Himarë (Himara).
L'Albanie et la Grèce ont des estimations différentes et souvent contradictoires. La plupart des sources occidentales avancent le chiffre d'environ 200 000 personnes. Lors du recensement de 1989, le gouvernement albanais a estimé leur nombre à environ 60 000, tandis que le gouvernement grec avance le chiffre de 300 000,. De plus, 13 329 Grecs de nationalité albanaise résident en Grèce.